# Người Soyot
Người Soyot là một dân tộc có nguồn gốc Turk sống chủ yếu ở vùng Oka thuộc huyện Okinsky, Buryatia, Nga. Theo điều tra dân số năm 2010, có 3.608 người Soyot ở Nga. Ngôn ngữ đã tuyệt chủng của họ thuộc ngữ hệ Turk, về cơ bản giống với tiếng Dukha và có liên quan chặt chẽ với tiếng Tofa.
Sông Oka, con sông lớn nhất chảy từ Tây Sayan vào Angara được người Soyot ở lưu vực sông Oka gọi là Ok-hem, có nghĩa là "sông mũi tên".
Họ sống phân tán giữa những người Buryat và ngày nay nói tiếng Buryat.